# Canaima (genre)
Pour les articles homonymes, voir Canaima.
Genre
Canaima est un genre d'araignées aranéomorphes de la famille des Pholcidae.

## Distribution
Les espèces de ce genre se rencontrent au Venezuela et à Trinité-et-Tobago.

## Liste des espèces
Selon World Spider Catalog (version 21.5, 18/10/2020) :
- Canaima arima (Gertsch, 1982)
- Canaima avila Huber, 2020
- Canaima guaquira Huber, 2020
- Canaima guaraque Huber, 2020
- Canaima loca Huber, 2020
- Canaima merida Huber, 2000
- Canaima perlonga Huber, 2020
- Canaima zerpa Huber, 2020

## Publication originale
- Huber, 2000 : « New World pholcid spiders (Araneae: Pholcidae): A revision at generic level. » Bulletin of the American Museum of Natural History, no 254, p. 1-348 (texte intégral).